# Kleinblittersdorf
Kleinblittersdorf è un comune tedesco di 10 707 abitanti, situato nel land della Saarland.